# Ekkhard Schmidt-Opper
Ekkhard Schmidt-Opper (* 29. Januar 1961 in Dornburg-Frickhofen) ist ein ehemaliger deutscher Hockeyspieler und zweimaliger Olympiateilnehmer. Er spielte insgesamt 246 Mal für die deutsche Hockeynationalmannschaft. Inzwischen ist er Hockeytrainer der Jugend des MTV Kronberg.

## Karriere
Der Mittelfeldspieler Ekkhard Schmidt-Opper wurde mit dem Limburger HC 1984 Deutscher Meister im Feldhockey und 1985 im Hallenhockey. 1987 wechselte er nach einem Streit mit Trainer Paul Lissek zusammen mit sieben weiteren Spielern zum SC 1880 Frankfurt, mit dem er 1989 ebenfalls Deutscher Meister wurde.
Bereits 1979 debütierte Schmidt-Opper in der Nationalmannschaft. Sein erster großer Erfolg war der Gewinn der Halleneuropameisterschaft 1980. Bei der Weltmeisterschaft 1981/1982 in Bombay erreichte die deutsche Mannschaft das Finale und unterlag dort der pakistanischen Auswahl mit 1:3. Nach Bronze bei der Europameisterschaft 1983 fuhr er als Spielmacher der deutschen Mannschaft zu den Olympischen Spielen 1984 nach Los Angeles. Im Finale stand die deutsche Mannschaft erneut der Mannschaft Pakistans gegenüber. Nachdem die reguläre Spielzeit mit 1:1 geendet hatte, gelang Pakistan in der Verlängerung das 2:1.
Bei der Weltmeisterschaft 1986 in London gewann Schmidt-Opper mit der deutschen Mannschaft Bronze, genau wie ein Jahr später bei der Europameisterschaft. Im Jahr 1988 gehörte Schmidt-Opper zur siegreichen Mannschaft bei der Halleneuropameisterschaft. Bei den Olympischen Spielen 1988 in Seoul gewann die deutsche Mannschaft in der Vorrunde die Gruppe B und schlug dabei die Mannschaft Großbritanniens mit 2:1. Im Finale standen sich diese beiden Mannschaften dann erneut gegenüber und die Briten siegten mit 3:1, das deutsche Tor im Finale erzielte Heiner Dopp. Bei der Weltmeisterschaft 1990 wurde Schmidt-Opper mit der Nationalmannschaft noch einmal Vierter.
Nach dem Ende seiner Karriere übernahm Schmidt-Opper den elterlichen Betrieb in Frickhofen, eine Tiefbau-Firma mit rund 100 Mitarbeitern.
Seit Mai 2018 trainiert er die Hockeyjugend des MTV Kronberg.